# Blèves

Blèves este o comună în departamentul Sarthe, Franța. În 2009 avea o populație de 98 de locuitori.